# عائلة البط (ديزني)
عائلة البط تشمل الشخصيات التي تظهر في قصص بطوط ودهب وعوالمهما، ولا تشمل بالضرورة شخصيات عالم ميكي ماوس نظرا لأن العالمين لا يتداخلان الا نادرا في بعض القصص التي غالبا ما تكون أوروبية.

## عائلة البط
عائلة البط هي عائلة بطات أصيلة «مدينة البط» الخيالية، الموجودة في الساحل الشرقي من ولاية «كاليسوتا» الخيالية في أمريكا الشمالية. الجدة بطة حفيدة كورنيلوس كوت («المؤسس» في الترجمات) وهو مؤسس مدينة البط، وهي تزوجت أحد أفراد عائلة البط. أحداث القصص حسب دون روزا تدور في فترة خمسينات القرن العشرين.
قام الرسام دون روزا (و قبله كارل باركس، ولو أنه ترك عمله للاستعمال الشخصي لمدة طويلة) بعمل شجرة عائلة شهيرة تبين صلات قرابة أفراد عائلة البط ببعضهم.
- بطوط (Donald Duck): هو ابن أخت دهب.أمه الراحلة هي «قرنفلة» (Hortense McDuck) وأبوه «فرفر» في الترجمة العربية عصبيان ورث عنهما طبعهما. لا تزال خالته ماتيلدا («نوجة» في النسخة العربية من شباب دهب) على قيد الحياة. في الأعداد الخمسة الخاصة من مجلة سمير، وأول أربعة أعداد من مجلة ميكي دار الهلال، حافظ على اسمه الأصلي دونالد داك في الترجمة العربية، لكن عرب اسمه بعد ذلك.
- فرفور، كركور، زرزور أو سوسو، لولو، توتو (حسب الترجمة من قبل المجلات المصرية) (Huey, Dewey and Louie Duck): هم أبناء أخت بطوط. أمهم «مرمر» (Della Duck) تركتهم في عهدة أخيها ليربيهم ثم رحلت مع زوجها لعلاجه. لم يذكر اسم والدهم المزارع في أية من القصص. ينتمي هؤلاء التوائم الثلاثة لمنظمة كشافة ترجمت لعدة أسماء: منظمة السمور (ترجمة دار الشروق، وهي الأقرب للأصل الإنكليزي: القنادس الصغار)، الأشبال (ترجمات دار الهلال) أو الكشافة الصغار (ترجمة خليجية). ويصحبون بطوط الذي يقولون له «العم بطوط»، و«العم دهب» في مغامراتهم حول العالم.
- محظوظ (Gladstone): ابن خالة بطوط، ومنافسه على حب بطوطة. يتميز بحسن حظه الخارق للعادة. ولد من أب أرستقراطي متعجرف، وأم شديدة الحظ تدعى «نوسة» في الترجمة العربية.
- بطلوز أو لوز أو بطبط أو (Gus Goose) ويعرف أيضا باسم جوز (كلا الإسمين من ترجمة دار الهلال) أو بطبط (ترجمة خليجية، لكن يشبه الاسم كنية بطوط عندما كان صغيرا في قصص دار الهلال). هو حفيد «زبيب» أخ الجدة بطة، لكنه يعيش معها في المزرعة ويعمل معها. يقضي أغلب وقته في النوم.
- فكري أو فرفور (Fethry Duck): ابن عم لبطوط (هذا العم اسمه في ترجمة دار الهلال برقوق (Eider Duck) وهو أخ والد بطوط،) يتميز بأنه غير مبال وطائش إلى حد البلاهة أحيانا، ما يوقع بطوط في المآزق بسببه. لا يظهر الا في القصص الأوروبية، ولديه أخ اسمه أبنر داك (اسم الترجمة مجهول).
- الجدة بطة (Elvira Duck): هي أم فرفر والد بطوط، نوسة والدة محظوظ، وبرقوق والد فرفور. كما أن أخوها «زبيب» هو جد لوز الذي يقوم بمساعدتها في المزرعة. زوجها يدعى «جوز»، وأخوها «زبيب» الذي باع أرضه لدهب بعد أن أنقذ له حياته. تنحدر بطة من الجد المؤسس لمدينة البط. الجدة بطة تربى عندها بطوط عندا كان صغيرا وكانت تطلق عليه اسم «بطبط» في ترجمة ميكي جيب دار الهلال.

## عائلة البطبط
عائلة «البطبط» أو (Mc.Duck) هي عائلة بطات إسكتلندية الأصل توارثت منذ قرون حب النقود والشرف، لكن أحوالها تردت إلى أن لم يتبق من أملاكها سوى قصر مهجور ووريث وحيد، أصبح فيما بعد ماسح أحذية ثم أغنى بط في العالم وهو دهب البطبط. للأسف أسقطت الأسماء من الترجمات العربية للقصص التي يظهر بها هؤلاء الشخصيات ما عدا القليل.
- دهب (Scrooge McDuck): هو أغنى إنسان أو بالأحرى بط في العالم. يتميز أن اسمه هو أول اسم تم تعريبه عند ترجمة أول القصص للعربية بمجلة ميكي دار الهلال، في حين لم تعرب الأسماء الأخرى حتى وقت لاحق. بيد أن المترجم استخدم «عم» عوضا عن «خال»، لأنه لا فرق بينهما بالإنكليزية والشجرة العائلية لم تنشر بعد حينئذ. هو خال بطوط، وأخ أمه الراحلة «قرنفلة» (بالإنكليزية: Hortense McDuck)، ودهب هو خال أخت بطوط «مرمر» (بالإنكليزية: Della Duck) والتي هي بدورها أم سوسو، توتو ولولو، التي تركتهم بعهدة بطوط بعد مرض زوجها.

لديه والدان لم يذكر اسمهما في الترجمة العربية: فيرغوس ماك داك، وداوني أودريك. لديه عم اسمه جوهر البطبط (Jake McDuck) يعمل في الملاحة بأمريكا الشمالية، وأختان واحدة اسمها نوجة (Mathilda McDuck) وقرنفلة (Hortense McDuck) (ترجمة دار الهلال، شباب دهب).
- زركون (Duncan McDuck): أحد أجداد دهب. هو من خبأ كنزه في قصر العائلة العتيق وشبحه يحرس الكنز ودهب الصغير في نفس الوقت.
- كينيث (Kenneth McDuck) أو «الكابتن دهب الكبير» في ترجمة اخوان معروف: أحد أجداد دهب وكان يعمل في الملاحة لكنه خسر بسبب متحيل كامل ثروته ما عدا أسنانه الذهبية التي توارثتها أجيال العائلة من بعده لكن دهب باعها لشراء أدوات التنقيب عن الذهب. يظهر في سلسلة شباب دهب في ترجمة دار الهلال لكن دون ذكر اسمه، هو وعدة أجداد آخرين لدهب.

## أصدقاء العائلة
لا تربطهم قرابة بعائلة البط حتى رغم تشابه اللقب، حيث أن لقب «البط» (داك) لقب شائع على ما يبدو في هذه القصص.
- عبقرينو (Gyro): مخترع عبقري، وهو حفيد «عبقوري» الذي التقى به دهب. لديه مساعد آلي صغير على رأسه مصباح يدعى «زيزو» في الترجمات العربية.
- بطوطة، أو زيزي (Daisy Duck): هي خطيبة بطوط، لكن رغم أن لديهما نفس اللقب فانها ليست قريبته، لكن تربطها قرابة بالوالد غير محدد الاسم للتوائم الثلاثة سوسو، توتو ولولو. أحيانا تستضيف بنات أختها عندها، وهن ريري وفيفي وديدي في ترجمة دار الهلال (April, May, June).
- فركوك أبن عقدة (Ludwig Von Drake): وهو بط أرستقراطي لا يظهر كثيرا في مغامرات دهب لكنه يساعده بأفكاره الغريبة لكن العبقرية. دون روزا يفترض أنه من أقارب بطوطة وأخيها المجهول.
- الآنسة كاتبة (Emily Quackfaster): سكرتيرة العم دهب، تعمل عنده في الخزنة وتتولى استقبال الضيوف.
- غولدي (Goldy): راقصة في الكلوندايك خدرت دهب لتسرق منه صخرة البيضة الذهبية التي عثر عليها. قام دهب بهدم المرقص على من فيه واختطفها لتعمل عنه شهرا دون مقابل في منجمه وتبات في كوخ مجاور لكوخه لكي تعرف قيمة ما سرقته. يتبين أنه بعد فراقها مع دهب أنهما يحبان بعضهما. تظهر هاته الشخصية في عدة قصص للرسام دون روزا.

## الأعداء
- دهبان (الترجمة العربية الرسمية) أو «الحجري» (ترجمة إخوان معروف، مصر) أو «ياقوت» (الترجمة المصرية، دار الهلال): مليونير من أصل هولندي يعيش في جنوب إفريقيا، ليس شريفا في عمله وكثيرا ما ينافس دهب، بل ويمتلك أيضا خزنة مال مثله. التقى به عندما كانا يشكلان ثروتهما أيام الشباب، في الحلقة 6 من «حياة دهب آل البط». ظهر لأول مرة في قصة للرسام كارل باركس، لكنه ظهر منذ ذلك الحين في قصص لرسامين أمريكيين. الاسم الإنكليزي: Flintheart Glomgold.
- فضة (ترجمة دار الهلال، مصر): مليونير آخر أمريكي منافس لدهب، لكن على النقيض من ياقوت، فقد ورث ثروته كلها ولم يتعب عليها، كما أنه لا يشاطره هو ودهب مبادئهما حول الشرف وقيمة العمل. ظهر لأول مرة في قصة للرسام كارل باركس في 1961 في سباق زوارق مع دهب لاختيار أفضل زيت محرك، لكنه ظهر منذ ذلك الحين في قصص لرسامين إيطاليين عوض ياقوت. ظهر في الحلقة 4 من «حياة دهب آل البط» إسمه الإنكليزي والإيطالي John D. Rockerduck.
- الساحرة فتنة (الترجمة العربية الرسمية) أو «سونيا» (ترجمة المصرية) (Magica De Spell): هي ساحرة إيطالية تريد سرقة قرش الحظ، وهو أول قطعة نقدية كسبها دهب. تخطط هذه الساحرة لصهر القرش في فوهة بركان فيزوف كي تتحصل على تميمة سحرية تجعل كل ما تلمسه ذهبا خالصا ومنها أغنى امرأة في العالم. غرابها الأليف الناطق «عقعق» هو في الحقيقة أخوها المتحول الذي يساعدها، ولديها ساحرة صديقة لها تدعى «نونا المجنونة» (Madam Mim) وتساعدها في شرورها. ظهرت لأول مرة في قصة لكارل باركس عام 1961، لكنها شعبية جدا في إيطاليا ورسمت لها عدة قصص هناك. إسمها بالأنكليزية Magica De Spell.
- عصابة القناع الأسود (Beagle Boys): هم مجموعة من سبعة أو ثمانية لصوص مقنعين يريدون سرقة خزنة مال العم دهب. في الواقع هي عائلة من اللصوص واجهت دهب في شبابه وفي الحاضر يواجهه أحدهم وقد أصبح شيخا (هو وامرأة أحيانا) مصحوبا بجيل الأحفاد. يحملون أرقامهم على ملابس السجن بشكل متواصل وهي السبيل الوحيد للتمييز بينهم في الغالب.
- الفارس الأسود: لص فرنسي مغرم بالفن وهو ثري في حياته العلنية، مستوحى من أرسين لوبين، ظهر في قصتين لدون روزا. يرتدي درعا صبغه بالمذيب العجيب الذي يفتت كل شيء يلمسه (ما عدا الألماس) الذي صنعه عبقرينو في قصة سابقة. ترجمت قصة المذيب للعربية في ميكي دار الهلال (تحت عنوان «محلول الذوبان» في 3 أجزاء)، لكن قصص الفارس الأسود الإثنتين لم تترجما.